# إيكو ونركسوس (لوحة)
إيكو ونركسوس هي لوحة زيتية للفنان البريطاني جون وليام ووترهاوس رسمها في العام 1903 م وهي الآن معروضة في معرض ووكر للفن في ليفربول.